# Pflegebegleitung
Als Pflegebegleitung bezeichnet man eine Unterstützung und Begleitung von Pflegebedürftigen und deren Angehörigen sowie vergleichbar nahestehenden Pflegepersonen durch qualifizierte Ehrenamtliche. Diese werden Pflegebegleiter genannt.
Die Begleitung findet in Form von persönlichen Treffen oder auch Telefonkontakten statt; Ort und Zeitpunkt sind flexibel – zu Hause, am Telefon, oder im öffentlichen Raum. Die zeitliche Dauer der Pflegebegleitung ist sehr unterschiedlich und hängt vom Bedarf der Betroffenen ab; möglich sind beispielsweise ein einmaliger Hausbesuch oder eine längerfristige, intensive Begleitung, bis hin zu mehreren Jahren.
Die Pflegebegleitung ist für Pflegepersonen ein zusätzliches Angebot, das bestehende Angebote – beispielsweise in Pflegestützpunkten – ergänzt.
Vielfach ist vorgesehen, dass die Pflegebegleitung für die Pflegebedürftigen und ihre Angehörigen komplett kostenfrei ist. Gegebenenfalls ist eine Finanzierung aus dem Entlastungsbetrag vorgesehen.

## Aufgaben
Die der Pflegebegleitung beauftragte Person führt selbst keine Pflegetätigkeiten durch. Pflegebegleiter
- entlasten pflegende Angehörige durch Gespräche,[7][8]
- beraten sie[9] und erörtern mit ihnen Entlastungsmöglichkeiten und knüpfen Verbindungen zu anderen Helfern,[7][8]
- begleiten pflegende Angehörige zu Behörden und Institutionen.[9]

Die Pflegebegleitung ist nicht zu verwechseln mit einer Pflegeberatung nach § 7a SGB XI, auf die ein Rechtsanspruch besteht, oder mit der Tätigkeit von Alltagsbegleitern, welche in der Betreuung von Pflegebedürftigen tätig sind. Pflegebegleiter haben somit andere Aufgaben als ein Alltagsbegleiter oder auch ein Seniorenbegleiter. Letztere planen zudem ihren Einsatz üblicherweise auf Stundenbasis und erhalten dafür entsprechende pauschale Aufwandsentschädigungen, wohingegen die Pflegebegleitung als ein entgeltfreies Angebot für pflegende Angehörige konzipiert ist.
Laut Konzept der Pflegebegleitung erhalten Pflegebegleiter keine pauschale Aufwandsentschädigung, sondern lediglich eine Erstattung der ihnen entstandenen Kosten (Fahrkosten und dergleichen).

## Qualifizierung
Die Ehrenamtlichen werden geschult und dabei unter anderem über Pflegesituationen, rechtliche Grundlagen und Selbstsorge informiert. Anschließend erwerben sie im Rahmen einer Hospitation praktische Kenntnisse. Hinzu kommen regelmäßige Nachschulungen. Das Konzept Pflegebegleitung sieht zudem eine Supervision und die Zusammenarbeit im Team unter fachlicher Begleitung vor.

## Netzwerk
Im „Netzwerk pflegeBegleitung“ sind in der ehrenamtlichen Pflegebegleitung engagierte Organisationen, Professionelle und Ehrenamtliche zusammengeschlossen.

## Förderung
Der Spitzenverband Bund der Pflegekassen fördert Initiativen, die auf die allgemeine Betreuung und Entlastung von Pflegebedürftigen und deren Angehörigen sowie vergleichbar nahestehenden Pflegepersonen zielen, insbesondere auch Gruppen ehrenamtlich tätiger Personen und entsprechender ehrenamtlicher Strukturen (§ 45c Absatz 1 Satz 1 Nummer 2 und Absatz 4 SGB XI).

## Geschichte und Verbreitung des Modells
Die Pflegebegleitung wurde von (damaligen) Spitzenverbänden der Pflegekassen initiiert und sollte das ehrenamtliches Engagement in bestehende Unterstützungsstrukturen der Altenhilfe integrieren, um pflegende Angehörige zu stärken und zu entlasten. Während der Pilotphase des Projekts wurden einige Initiativen zur Pflegebegleitung vom Bundesministerium für Familie, Senioren, Frauen und Jugend im Rahmen des Modellprogramms „Generationsübergreifende Freiwilligendienste“ unterstützt.
Dieses Angebot wurde von 2003 bis 2008 in vier Bundesländern in einem Modellprojekt entwickelt und auf Basis von § 8 Absatz 3 SGB XI gefördert; es wurde in einem nächsten Schritt in allen Bundesländern umgesetzt, danach aber nicht überall weitergeführt. Nach Projektende wurde ein bundesweites Netzwerk für die Pflegebegleitung aufgebaut.
Das Pflegebegleitungs-Projekt fand auch in Österreich und der Schweiz Beachtung.